# Chronologie nahrávek skupiny Olympic 1971–1973
Článek Chronologie nahrávek skupiny Olympic 1971–1973 zpracovává dostupné informace o datu vzniku (známých) nahrávek Olympiku v období 1971–1973 a řadí je chronologicky. Nejde o 'diskografii' – nahrávky jednak nejsou řazeny podle data jejich vydání na nosičích a jednak zahrnuje také rozhlasové, filmové a TV nahrávky, z nichž některé donedávna ani na nosičích nevyšly. 

## Sestavy skupiny Olympic v tomto období a související události
V tomto období je dění ve skupině poznamenáno zásadními změnami v její sestavě. Časté změny ve složení a neujasněná dramaturgie vyústily v postupný pokles zájmu publika o "nový" Olympic. 
V dubnu 1971 z kapely odešel bubeník J. A. Pacák, nahradil jej Petr Hejduk (Golden Kids). Zanedlouho došlo také ke změně na postu baskytaristy – Jana Hausera vystřídal Jiří Korn. 
Vyšlo 3. album skupiny – Jedeme jedeme. 
Na jaře 1972 natočil Olympic v Krátkém filmu pro ČsT svůj jediný hraný film Pět cestujících. Ve filmu zazní skladby Pět cestujících a Tobogán (natočené znovu v novém složení). 
V červnu 1972 opustil skupinu doprovodný kytarista Ladislav Klein. 
Nakladatelství Artia vydalo exportní LP výběr Handful. 
Úroveň skladeb je ovlivněna jednak nastupující dobou a jednak úspěšnou sólovou kariérou Jiřího Korna, jež skupinu postupně zastiňuje a brzdí. 
Korn stále častěji vyjíždí do NDR. Vztahy ve skupině jsou napjaté – Olympic v té době víceméně plní roli doprovodné kapely Jiřího Korna. Petr Janda skládá písničky pro různé české popové zpěváky a zpěvačky (Rottrová, Sodoma, Ulm, Špinarová, Neckář, Zelenková, Bartoň, Zagorová, Voborníková…) – z celkového počtu nahrávek s Jandovou hudbou na deskách v období 1971–72 tvoří nahrávky Olympiku pouhou polovinu. 
Počátkem roku 1973 se začalo natáčet čtvrté album Olympiku. 
V únoru 1973 vystoupil Olympic na I. festivalu politické písně v Sokolově s písní Únos. 
Jiří Korn stále více natáčel a vystupoval i sólově mimo Olympic, také rostla jeho popularita v NDR. 
V březnu 1973 byla vyjednána náhrada za Jiřího Korna – Ladislav Chvalkovský z doprovodné skupiny Heleny Vondráčkové Šest strýců. 
Od dubna 1973 už se skupinou nahrával Ladislav Chvalkovský. 
30. 4. 1973 se uskutečnil poslední koncert s Jiřím Kornem – tímto dnem svoje působení v Olympiku ukončil. 
V červnu 1973 natočil Ladislav Chvalkovský zbývající tři snímky pro rozpracované album a další nahrávky. 
Se skladbou Slzy tvý mámy se skupina zúčastnila Bratislavské lyry , kde získala Cenu kritiky. 
Na podzim 1973 odešel z Olympiku Ladislav Chvalkovský. 
24. listopadu 1973 vyšla tisková zpráva o rozpadu skupiny (později se Petru Jandovi podařilo na popud Miroslava Berky Olympic zase oživit). 
Vyšlo čtvrté album pod názvem Olympic 4. 

## Olympic 1971–1973
| Skladba | Autoři                                      | Délka | Poznámka k obsazení                                                                           | Datum vzniku nebo dokončení nahrávky | První vydání na SP/EP/LP, v rozhlase/TV | Digitální vydání (CD aj.) |
| --- | ------------------------------------------- | ----- | --------------------------------------------------------------------------------------------- | ------------------------------------ | --- | --- |
| "Pět cestujících" (alt. verze) | Petr Janda / Zdeněk Rytíř                   | 4:57  | Baskytara: Jiří Korn. Bicí: Petr Hejduk.                                                      | 1971                                 | V této verzi dříve nevyšlo – pro TV film Pět cestujících (1972, čb) | • Olympic 50 – Hity, singly, rarity (Supraphon, 2012) |
| "Tobogán" (alt. verze) | Petr Janda / Zdeněk Rytíř                   |       | Baskytara: Jiří Korn. Bicí: Petr Hejduk.                                                      | 1971 – nikdy nevyšlo na deskách      | V této verzi dosud nevyšlo – pro TV film Pět cestujících (1972, čb) | |
| |                                             |       |                                                                                               |                                      | | |
| Jiné autorské aktivity: Petr Janda / Václav Fischer: Ještě chvíli (6. 4. 1971, Studio Dejvice), zpěv: Marie Rottrová a Sbor Lubomíra Pánka. Orch. Karla Vlacha, bicí: Petr Hejduk. (Pro festival Děčínská kotva 1971.) |                                             |       |                                                                                               |                                      | | |
| |                                             |       |                                                                                               |                                      | | |
| "Agáta" (skladba byla natočena také v němčině) | Petr Janda / Michael Prostějovský           | 2:20  | Zpěv: Petr Janda                                                                              | 10. 5. 1971, Mozarteum               | • SP Supraphon 1 43 1186 (1971). | • Singly III (Bonton, 1997) • Singly (1969–72) Dynamit… (Supraphon, 2007) • Bonus na CD Olympic 4 (Zlatá edice, Supraphon 2006) • Olympic 50 – Hity, singly, rarity (Supraphon, 2012)      |
| "Agatha" (německá verze skladby Agáta, vyšla u vydavatelství Amiga) | Petr Janda / Fred Neumann                   |       | Petr Janda. Backing Band – Olympic. Stejný instrum. podklad jako u české verze.               | 1971? -72? -73?                      | • LP sampler Schlagersterne aus Prag (track B/1), Amiga 8 55 295 (1973) | |
| "Planetář" | Jiří Korn / Michael Prostějovský            | 2:22  | Zpěv: Jiří Korn                                                                               | 10. 5. 1971, Mozarteum               | • B-strana SP Agáta (Supraphon 1 43 1186 (1971)) | • Singly III (Bonton, 1997) • Singly (1969–72) Dynamit… (Supraphon, 2007) • Bonus na CD Olympic 4 (Zlatá edice, Supraphon 2006)                                                            |
| "Okno na chodník" | Petr Janda / Vladimír Poštulka              | 3:12  |                                                                                               | 10. 5. 1971, Mozarteum               | Dříve nevyšlo. Zaznělo v TV pořadech Dnes vám zpívá Jiří Korn (1971) a Zpívali u moře (1972). | • Olympic 50 – Hity, singly, rarity (Supraphon, 2012) |
| |                                             |       |                                                                                               |                                      | | |
| Jiné autorské aktivity: Petr Janda / Michael Prostějovský: Caesar a Kleopatra (28. 6. 1971, Studio Dejvice), zpěv: Jitka Zelenková, sbor: Svatava Černá a Valerie Čižmárová. TOČR.                                     |                                             |       |                                                                                               |                                      | | |
| |                                             |       |                                                                                               |                                      | | |
| "Tony" | Petr Janda / Michael Prostějovský           | 2:29  | Zpěv: Jiří Korn                                                                               | 16. 9. 1971, Mozarteum               | • SP Supraphon 1 43 1227 (1971) | • Singly III (Bonton, 1997) • Singly (1969–72) Dynamit… (Supraphon, 2007) • Bonus na CD Olympic 4 (Zlatá edice, Supraphon 2006)                                                            |
| "Závody lodí" | Petr Janda / Michael Prostějovský           | 3:10  | Zpěv: Petr Janda. Klarinet: Petr Hejduk.                                                      | 16. 9. 1971, Mozarteum               | • B-strana SP Tony (Supraphon 1 43 1227 (1971)) | • Singly III (Bonton, 1997) • Singly (1969–72) Dynamit… (Supraphon, 2007) • Bonus na CD Olympic 4 (Zlatá edice, Supraphon 2006)                                                            |
| "Měsíc" | Petr Janda / Michael Prostějovský           | 2:28  | Zpěv: Jiří Korn, Petr Hejduk                                                                  | 19. 10. 1971, Mozarteum              | SP Supraphon 1 43 1247 (1971) | • Singly III (Bonton, 1997) • Singly (1969–72) Dynamit… (Supraphon, 2007) • Bonus na CD Olympic 4 (Zlatá edice, Supraphon 2006)                                                            |
| "Detektiv" | Jiří Korn / Michael Prostějovský            | 2:53  | Zpěv: Petr Janda                                                                              | 19. 10. 1971, Mozarteum              | • B-strana SP Měsíc (Supraphon 1 43 1247 (1971)) | • Singly III (Bonton, 1997) • Singly (1969–72) Dynamit… (Supraphon, 2007) • Bonus na CD Olympic 4 (Zlatá edice, Supraphon 2006)                                                            |
| "Pápěří" | Jiří Korn / Michael Prostějovský            | 3:09  | Zpěv: Jiří Korn                                                                               | 6. 11. 1971, Břevnov (TV studio)     | Dříve nevyšlo | • RARITY – Bonusové CD k boxu 14 CD (Supraphon, 2010) |
| "Co tě napadá" | Petr Janda / Václav Fischer                 | 3:29  | Zpěv: Jiří Korn, Petr Janda. Olympic + Taneční orchestr Čs. rozhlasu, dirigent Josef Vobruba. | 7. 11. 1971, Studio Dejvice          | • SP Supraphon 1 43 1262 (1971) • LP Jiří Korn 01 (Supraphon 1 13 1300 (1973)) | • Singly IV (Bonton, 1997) • Singly (1971–74) Slzy tvý mámy… (Supraphon, 2007) • Bonus na CD Olympic 4 (Zlatá edice, Supraphon 2006) • CD Jiří Korn 01 (Supraphon, 2007)                   |
| "Dobré ráno" | Petr Janda / Zdeněk Rytíř                   | 2:42  | Zpěv: Petr Janda. Olympic + Taneční orchestr Čs. rozhlasu, dirigent Vladimír Popelka.         | 7. 11. 1971, Studio Dejvice          | • B-strana SP Co tě napadá (Supraphon 1 43 1262 (1971)) | • Singly IV (Bonton, 1997) • Singly (1971–74) Slzy tvý mámy… (Supraphon, 2007) • Bonus na CD Olympic 4 (Zlatá edice, Supraphon 2006) • Olympic 50 – Hity, singly, rarity (Supraphon, 2012) |
| |                                             |       |                                                                                               |                                      | | |
| Jiné autorské aktivity: Petr Janda / Václav Fischer: U nás doma (19. 11. 1971, Čs. rozhlas), zpěv: Jiří Korn a Jezinky. TOČR. Bonus na CD verzi (2007) LP Jiří Korn 01.                                                |                                             |       |                                                                                               |                                      | | |
| |                                             |       |                                                                                               |                                      | | |
| Fan club Olympic 1971 |                                             | 7:11  |                                                                                               | 1971, místo nahrání neznámé          | • EP Supraphon 0 49 9883 (1971) | • Singly IV (Bonton, 1997) • Singly (1971–74) Slzy tvý mámy… (Supraphon, 2007) |
| "Když Lola pila pátý drink" ("Lola") (skladba byla natočena také v němčině) | Bohuslav Ondráček / Michael Prostějovský    | 2:56  | Zpěv: Jiří Korn                                                                               | 21. 1. 1972, Mozarteum               | • SP Supraphon 1 43 1252 (1972) – jako Když Lola pila pátý drink • LP Jiří Korn 01 (Supraphon 1 13 1300 (1973)) – jako Lola | • Singly III (Bonton, 1997) • Singly (1969–72) Dynamit… (Supraphon, 2007) • Bonus na CD Olympic 4 (Zlatá edice, Supraphon 2006) • CD Jiří Korn 01 (Supraphon, 2007)                        |
| "Als Oma zwanzig war" (Lola) (německá verze skladby Když Lola pila pátý drink, vyšla u vydavatelství Amiga) | Bohuslav Ondráček / Gerd Halbach            |       | Jiří Korn. Backing Band – Olympic. Stejný instrum. podklad jako u české verze.                | 1973?                                | • SP Amiga 4 55 939 (A-strana), 1973 • LP sampler Schlagersterne aus Prag (track A/1), Amiga 8 55 295 (1973) • LP sampler Star-Parade '73 (track A/3), Amiga 8 55 360 (1973) • LP Jiři Korn (track B/6), Amiga 8 55 375, (1974) | |
| "Hedy" | Bohuslav Ondráček / Václav Fischer          | 3:56  | Zpěv: Jiří Korn                                                                               | 21. 1. 1972, Mozarteum               | • B-strana SP Lola (Supraphon 1 43 1252 (1972)) | • Singly III (Bonton, 1997) • Singly (1969–72) Dynamit… (Supraphon, 2007) • Bonus na CD Olympic 4 (Zlatá edice, Supraphon 2006)                                                            |
| |                                             |       |                                                                                               |                                      | | |
| Jiné autorské aktivity: Jiří Korn / Václav Fischer: Volám (17. 2. 1972, Studio Dejvice), zpěv: Jiří Korn. TOČR. |                                             |       |                                                                                               |                                      | | |
| |                                             |       |                                                                                               |                                      | | |
| Jiné autorské aktivity: Petr Janda / Václav Fischer: Hej hola hou (25. 3. 1972, Brno), zpěv: Viktor Sodoma a Sbor Lubomíra Pánka. Orchestr Gustava Broma. (Pro festival Děčínská kotva 1972.)                          |                                             |       |                                                                                               |                                      | | |
| |                                             |       |                                                                                               |                                      | | |
| "Konec karnevalu" (The Carnival Is Over) | Tom Springfield / Jiří Aplt                 | 2:57  | Zpěv: Helena Vondráčková                                                                      | 5. 4. 1972, Čs. rozhlas              | • LP Jiří Aplt – Zem, kde zůstáváš (Písně a texty Jiřího Aplta), Supraphon 0 13 1285, 1972 | • CD Helena Vondráčková – Miláčku (singly 1970–1972) (Supraphon, 2008) |
| |                                             |       |                                                                                               |                                      | | |
| Jiné autorské aktivity: Petr Janda / Eduard Krečmar: Ptám se hvězdářů (8. 4. 1972, Studio Dejvice), zpěv: Aleš Ulm, Jezinky a Sbor Lubomíra Pánka. TOČR. (Pro festival Bratislavská lyra 1972.)                        |                                             |       |                                                                                               |                                      | | |
| |                                             |       |                                                                                               |                                      | | |
| "Kroky" | Petr Hejduk / Václav Fischer                | 2:45  | Zpěv: Jiří Korn                                                                               | 12. 4. 1972, Mozarteum               | • SP Supraphon 1 43 1359 (1972) | • Singly IV (Bonton, 1997) • Singly (1971–74) Slzy tvý mámy… (Supraphon, 2007) • Bonus na CD Olympic 4 (Zlatá edice, Supraphon 2006)                                                       |
| "Lhář" | Petr Janda / Michael Prostějovský           | 2:25  | Zpěv: Petr Janda                                                                              | 12. 4. 1972, Mozarteum               | • B-strana SP Kroky (Supraphon 1 43 1359 (1972)) | • Singly IV (Bonton, 1997) • Singly (1971–74) Slzy tvý mámy… (Supraphon, 2007) • Bonus na CD Olympic 4 (Zlatá edice, Supraphon 2006) • Olympic 50 – Hity, singly, rarity (Supraphon, 2012) |
| |                                             |       |                                                                                               |                                      | | |
| Jiné autorské aktivity: Jiří Korn / Václav Fischer: Korálky z rosy (17. 4. 1972, Studio Dejvice), zpěv: Jitka Molavcová. TOČR.                                                                                         |                                             |       |                                                                                               |                                      | | |
| |                                             |       |                                                                                               |                                      | | |
| Jiné autorské aktivity: Petr Janda / Zdeněk Rytíř: Drops (27. 5. 1972, Divadlo Rokoko), zpěv: Václav Neckář. Bacily.                                                                                                   |                                             |       |                                                                                               |                                      | | |
| |                                             |       |                                                                                               |                                      | | |
| Jiné autorské aktivity: Petr Janda / Michael Prostějovský: Doktor Faust (31. 5. 1972, Studio A Karlín), zpěv: Věra Špinarová a Jezinky. TOČR.                                                                          |                                             |       |                                                                                               |                                      | | |
| |                                             |       |                                                                                               |                                      | | |
| Jiné autorské aktivity: Petr Janda / Zdeněk Rytíř: Flašinet (12. 6. 1972, Studio Dejvice), zpěv: Jiří Korn a Jezinky. TOČR.                                                                                            |                                             |       |                                                                                               |                                      | | |
| |                                             |       |                                                                                               |                                      | | |
| Jiné autorské aktivity: Jiří Korn / Zdeněk Rytíř: Sestřičky (12. 6. 1972, Studio Dejvice), zpěv: Jiří Korn a Jezinky. TOČR.                                                                                            |                                             |       |                                                                                               |                                      | | |
| |                                             |       |                                                                                               |                                      | | |
| "Dziewczyna" | Polská lidová.                              | 1:48  | Zpěv: Jiří Korn                                                                               | 27. 6. 1972, Mozarteum               | • LP Jiří Korn 01 (Supraphon 1 13 1300 (1973)) | • CD Jiří Korn 01 (Supraphon, 2007) • RARITY – Bonusové CD k boxu 14 CD (Supraphon, 2010)                                                                                                  |
| |                                             |       |                                                                                               |                                      | | |
| Datum 6. 9. 1972 prý nese účtenka z německého obchodu za kytaru Petra Jandy Les Paul – dle |                                             |       |                                                                                               |                                      | | |
| |                                             |       |                                                                                               |                                      | | |
| Jiné autorské aktivity: Petr Janda / Zdeněk Rytíř: Fata morgana (23. 10. 1972, Studio Dejvice), zpěv: Hana Zagorová a Sbor Lubomíra Pánka. TOČR.                                                                       |                                             |       |                                                                                               |                                      | | |
| |                                             |       |                                                                                               |                                      | | |
| "Prý" (skladba byla natočena také v němčině) | Jiří Korn / Václav Fischer                  | 3:30  | Zpěv: Jiří Korn. Olympic + Studiový orchestr, dirigent Vladimír Popelka.                      | 23. 10. 1972, Studio Dejvice         | • B-strana SP Supraphon 1 43 1480 (1973) (Olympic na A-straně nehraje – je zde skladba Jako mandle pražené s Jiřím Kornem za doprovodu TOČRu).                                                                                  | • Singly IV (Bonton, 1997) • Singly (1971–74) Slzy tvý mámy… (Supraphon, 2007) • Bonus na CD Olympic 4 (Zlatá edice, Supraphon 2006)                                                       |
| "Da lebt sie" (Prý) (německá verze skladby Prý, vyšla u vydavatelství Amiga) | Jiří Korn / Fred Gertz                      |       | Zpěv: Jiří Korn. Stejný instrum. podklad jako u české verze.                                  | 1972 -73?                            | • LP Jiři Korn (Amiga 8 55 375), track B5, 1974 | |
| "Únos" (alt. verze) |                                             | 5:07  |                                                                                               | 27. 11. 1972, Břevnov (TV studio)    | V této verzi dříve nevyšlo. Jiná verze než na SP/LP – jde o verzi z TV filmu Nebe nad hlavou (1973)? | • Olympic 50 – Hity, singly, rarity (Supraphon, 2012) |
| |                                             |       |                                                                                               |                                      | | |
| Jiné autorské aktivity: Petr Janda / Michael Prostějovský – Zdeněk Rytíř: Atlas (1972, Studio Dejvice), zpěv: Václav Neckář a Šest strýců. TOČR.                                                                       |                                             |       |                                                                                               |                                      | | |
| |                                             |       |                                                                                               |                                      | | |
| Jiné autorské aktivity: Jiří Korn / Michael Prostějovský – Zdeněk Rytíř: Smog (1973, Čs. rozhlas Praha), zpěv: Věra Špinarová. Plameny – soubor ÚV SSM.                                                                |                                             |       |                                                                                               |                                      | | |
| |                                             |       |                                                                                               |                                      | | |
| "Stará láhev" | Petr Janda / Václav Fischer                 | 3:23  | Baskytara: Jiří Korn                                                                          | 8. 1. 1973, Studio Dejvice           | • LP Olympic 4, Supraphon 1 13 1475, 1974 | • CD Olympic 4 (Supraphon 1992, 2006), track 2 |
| "Únos" | Petr Janda / Zdeněk Rytíř                   | 5:00  | Baskytara: Jiří Korn                                                                          | 8. 1. 1973, Studio Dejvice           | • SP Supraphon 1 43 1483 (1973) • LP Olympic 4, Supraphon 1 13 1475, 1974 | • Singly IV (Bonton, 1997) • Singly (1971–74) Slzy tvý mámy… (Supraphon, 2007) • CD Olympic 4 (Supraphon 1992, 2006), track 5                                                              |
| "Harém" | Petr Janda / Václav Fischer                 | 4:51  | Zpěv: Petr Janda. Baskytara: Jiří Korn, sopránsaxofon: Petr Janda.                            | 8. 1. 1973, Studio Dejvice           | • LP Olympic 4, Supraphon 1 13 1475, 1974 | • CD Olympic 4 (Supraphon 1992, 2006), track 6 |
| "Vrať mi moji hořkou lásku" | Petr Janda / Zdeněk Rytíř                   | 2:38  | Zpěv: Jiří Korn                                                                               | 8. 1. 1973, Studio Dejvice           | • B-strana SP Slzy tvý mámy (Supraphon 1 43 1530 (1973)) | • Singly IV (Bonton, 1997) • Singly (1971–74) Slzy tvý mámy… (Supraphon, 2007) • Bonus na CD Kanagom (Zlatá edice, Supraphon 2008) • Olympic 50 – Hity, singly, rarity (Supraphon, 2012)   |
| "Gramofon" (existuje také verze s jiným textem (King Kong hraje rád ping pong)) | Petr Janda / Michael Prostějovský           | 1:57  | Zpěv: Petr Janda                                                                              | 11. 1. 1973, Studio Dejvice          | • B-strana SP Únos (Supraphon 1 43 1483 (1973)) | • Singly IV (Bonton, 1997) • Singly (1971–74) Slzy tvý mámy… (Supraphon, 2007) |
| "Don Quijote de La Mancha" (skladba byla natočena také v němčině) | Bohuslav Ondráček / Zdeněk Borovec          | 4:32  | Zpěv: Jiří Korn. Olympic + Taneční orchestr Čs. rozhlasu, dirigent: Josef Vobruba.            | 19. 2. 1973, Studio Dejvice          | • B-strana SP Supraphon 1 43 1504 (1973) (Olympic na A-straně nehraje – je zde skladba Gorila s Jiřím Kornem za doprovodu TOČRu).                                                                                               | • Singly IV (Bonton, 1997) • Singly (1971–74) Slzy tvý mámy… (Supraphon, 2007) |
| "Don Quichote de la Mancha" (německá verze skladby Don Quijote de La Mancha, vyšla u vydavatelství Amiga) | Bohuslav Ondráček / Gerd Halbach            |       | Zpěv: Jiří Korn. Stejný instrum. podklad jako u české verze.                                  | 1973–74?                             | LP Jiři Korn (Amiga 8 55 375), track A4, 1974 | |
| "Blázen" | Petr Janda / Michael Prostějovský           | 3:00  | Baskytara: Jiří Korn                                                                          | 26. 2. 1973, Studio Dejvice          | • LP Olympic 4, Supraphon 1 13 1475, 1974 | • CD Olympic 4 (Supraphon 1992, 2006), track 4 |
| "Vůně benzínu" | Petr Janda / Ivo Fischer                    | 4:18  | Zpěv: Petr Janda. Baskytara: Jiří Korn.                                                       | 26. 2. 1973, Studio Dejvice          | • LP Olympic 4, Supraphon 1 13 1475, 1974 | • CD Olympic 4 (Supraphon 1992, 2006), track 8 |
| "Kánon" | Petr Janda / Zdeněk Rytíř                   | 3:59  | Baskytara: Jiří Korn                                                                          | 26. 2. 1973, Studio Dejvice          | • LP Olympic 4, Supraphon 1 13 1475, 1974 | • CD Olympic 4 (Supraphon 1992, 2006), track 9 |
| "Medúza" | Petr Janda (Jiří Korn?) / Vladimír Poštulka | 2:57  | Baskytara: Jiří Korn                                                                          | 27. 3. 1973                          | Dříve nevyšlo. | • Olympic 50 – Hity, singly, rarity (Supraphon, 2012) |
| "King Kong hraje rád ping pong" (na desce vyšlo s jiným textem (Gramofon)) | Petr Janda / Michael Prostějovský           | 1:57  | Zpěv: Petr Janda. Baskytara: Jiří Korn.                                                       | 27. 3. 1973                          | Dříve nevyšlo. | |
| "Čí je to bál?" | Petr Janda / Václav Fischer                 | 3:46  | Baskytara: Ladislav Chvalkovský.                                                              | 19. 4. 1973                          | Dříve nevyšlo. | • Olympic 50 – Hity, singly, rarity (Supraphon, 2012) |
| "Blázen" (alt. verze) | Petr Janda / Michael Prostějovský           | 2:52  | Zpěv v této nahrávce: Petr Janda a Petr Hejduk.                                               | 19. 4. 1973, Čs. televize            | V této verzi dříve nevyšlo. | • Olympic 50 – Hity, singly, rarity (Supraphon, 2012) |
| "Slzy tvý mámy" (Bratislavská lyra 1973 – cena kritiky) ) | Petr Janda / Václav Babula                  | 4:17  | Zpěv: Petr Janda. Olympic + Karel Vlach se svým orchestrem, řídí Karel Vlach.                 | 24. 4. 1973, Studio Dejvice          | • SP Supraphon 1 43 1530 (1973) | • Singly IV (Bonton, 1997) • Singly (1971–74) Slzy tvý mámy… (Supraphon, 2007) • Bonus na CD Marathón (Zlatá edice, Supraphon 2006)                                                        |
| "Nebe nad hlavou" | Petr Janda / Václav Fischer                 | 2:19  | Zpěv: Petr Janda. Olympic + Taneční orchestr Čs. rozhlasu, řídí Josef Vobruba.                | 25. 4. 1973, Studio Dejvice          | • B-strana SP Supraphon 1 43 1546 (1973) (Olympic na A-straně nehraje – je zde skladba Chléb se solí s Pavlem Bartoněm za doprovodu TOČRu).                                                                                     | • Singly IV (Bonton, 1997) • Singly (1971–74) Slzy tvý mámy… (Supraphon, 2007) • Bonus na CD Marathón (Zlatá edice, Supraphon 2006) • Olympic 50 – Hity, singly, rarity (Supraphon, 2012)  |
| "Vzducholoď" (živě) (skladba vyšla na desce s jiným textem jako Jsem zvláštní) | Petr Janda / Eduard Krečmar.                | 4:55  | Poslední vystoupení s Jiřím Kornem.                                                           | 30. 4. 1973, Divadlo Rokoko          | Dříve nevyšlo. (Skladba byla později natočena a vydána na albu Olympic 4 s jiným textem pod názvem Jsem zvláštní.) | • Olympic 50 – Hity, singly, rarity (Supraphon, 2012) |
| |                                             |       |                                                                                               |                                      | | |
| 30. 4. 1973 se konal poslední koncert Olympiku s Jiřím Kornem. Záznam koncertu se údajně dochoval v archivu Petra Jandy.                                                                                               |                                             |       |                                                                                               |                                      | | |
| |                                             |       |                                                                                               |                                      | | |
| "Slzy tvý mámy" (živě, z vystoupení na festivalu Bratislavská lyra, Cena kritiky) | Petr Janda / Václav Babula                  |       | Baskytara: Ladislav Chvalkovský                                                               | 1. 6. 1973, (Bratislavská lyra)      | Dosud nevyšlo | |
| "Karneval" (původní text: Donchuán) | Petr Hejduk / Václav Fischer                | 3:52  | Baskytara: Ladislav Chvalkovský                                                               | 4. 6. 1973, Studio Dejvice           | • LP Olympic 4, Supraphon 1 13 1475, 1974 | • CD Olympic 4 (Supraphon 1992, 2006), track 1 |
| "Konec konců" | Petr Hejduk / Libor Křístek                 | 3:36  | Baskytara: Ladislav Chvalkovský                                                               | 4. 6. 1973, Studio Dejvice           | • LP Olympic 4, Supraphon 1 13 1475, 1974 | • CD Olympic 4 (Supraphon 1992, 2006), track 3 |
| "Jsem zvláštní" | Petr Janda / Miroslav Černý                 | 5:27  | Zpěv: Petr Janda. Baskytara: Ladislav Chvalkovský.                                            | 4. 6. 1973, Studio Dejvice           | • LP Olympic 4, Supraphon 1 13 1475, 1974 | • CD Olympic 4 (Supraphon 1992, 2006), track 7 |
| "Kam, kam, vážená" | Petr Hejduk / Václav Fischer                | 2:19  |                                                                                               | 4. 6. 1973, Čs. televize             | Dříve nevyšlo. Patrně pro TV film Nebe nad hlavou (1973) | • Olympic 50 – Hity, singly, rarity (Supraphon, 2012) |
| "Jdou děti, jdou" (alt. verze) | Petr Janda / Jiří Oulík                     | 3:36  |                                                                                               | 5. 6. 1973                           | V této verzi dříve nevyšlo. Patrně pro TV film Nebe nad hlavou (1973), také Mladýma očima (1974, čb) | • Olympic 50 – Hity, singly, rarity (Supraphon, 2012) |
| |                                             |       |                                                                                               |                                      | | |
| Jiné autorské aktivity: Petr Janda / Václav Fischer: A nic dál (25. 6. 1973, Studio Dejvice), zpěv: Věra Špinarová. TOČR.                                                                                              |                                             |       |                                                                                               |                                      | | |
| |                                             |       |                                                                                               |                                      | | |
| Jiné autorské aktivity: Petr Janda / Václav Fischer: Stůj, noho posvátná (9. 7. 1973, Studio Dejvice), zpěv: Věra Špinarová a Sbor Lubomíra Pánka. Orch. Karla Vlacha.                                                 |                                             |       |                                                                                               |                                      | | |
| |                                             |       |                                                                                               |                                      | | |
| "Slunce" (alt. verze) | Petr Janda / Jiří Oulík                     | 3:34  |                                                                                               | 1973, Čs. televize                   | V této verzi dříve nevyšlo. Patrně pro TV film Nebe nad hlavou (1973), také Mladýma očima (1974, čb) | • Olympic 50 – Hity, singly, rarity (Supraphon, 2012) |
| "Už je jí líp" (alt. verze) | Petr Janda / Zdeněk Borovec                 | 2:53  | Verze pro TV – ještě s Chvalkovským (na desku byla natočena až o rok později s Petrášem).     | 1973, Čs. televize                   | V této verzi dříve nevyšlo. Patrně pro TV film Nebe nad hlavou (1973), také Mladýma očima (1973) | • Olympic 50 – Hity, singly, rarity (Supraphon, 2012) |
| "Klára" (alt. verze) | Petr Janda / Libor Křístek                  |       | (Jiná nahrávka než na desce)                                                                  | ? – nikdy nevyšlo na deskách         | V této verzi dosud nevyšlo. Patrně pro TV film Nebe nad hlavou (1973) | |
| "Konec konců" (alt. verze) | Petr Hejduk / Libor Křístek                 |       | (Jiná nahrávka než na desce)                                                                  | ? – nikdy nevyšlo na deskách         | V této verzi dosud nevyšlo. Patrně pro TV film Nebe nad hlavou (1973) | |
| "Druhý dech" | ?                                           |       |                                                                                               | ? – nikdy nevyšlo na deskách         | Dosud nevyšlo. Patrně pro TV film Mladýma očima (1973) | |
| "Svět spasí láskou" | ?                                           |       |                                                                                               | ? – nikdy nevyšlo na deskách         | Dosud nevyšlo. Patrně pro TV film Mladýma očima (1973) | |
| "Svítá" | Petr Janda / Petr Janda                     |       |                                                                                               | ? – nikdy nevyšlo na deskách         | V této verzi dosud nevyšlo. Patrně pro TV film Mladýma očima (1973) | |
| "Vrať mi moji hořkou lásku" (alt. verze) | Petr Janda / Zdeněk Rytíř                   |       | (Jiná nahrávka než na desce)                                                                  | ? – nikdy nevyšlo na deskách         | V této verzi dosud nevyšlo. Patrně pro TV film Mladýma očima (1973) | |
| "Slunce" | Petr Janda / Jiří Oulík                     | 3:36  |                                                                                               | 3. 9. 1973, Mozarteum                | • SP Supraphon 1 43 1605 (1973) | • Singly IV (Bonton, 1997) • Singly (1971–74) Slzy tvý mámy… (Supraphon, 2007) • Bonus na CD Marathón (Zlatá edice, Supraphon 2006)                                                        |
| "Jdou děti, jdou" | Petr Janda / Jiří Oulík                     | 3:48  |                                                                                               | 3. 9. 1973, Mozarteum                | • B-strana SP Slunce (Supraphon 1 43 1605 (1973)) | • Singly IV (Bonton, 1997) • Singly (1971–74) Slzy tvý mámy… (Supraphon, 2007) • Bonus na CD Marathón (Zlatá edice, Supraphon 2006)                                                        |
| "Kouzelník Žito" | Petr Janda / Jiří Oulík                     | 3:16  | Asi s Chvalkovským.                                                                           | 1973, místo nahrání neznámé          | Dříve nevyšlo. | • Olympic 50 – Hity, singly, rarity (Supraphon, 2012) |
| "Nehoda" (alt. verze) | Petr Janda / Jiří Oulík                     | 4:20  |                                                                                               | 1973, místo nahrání neznámé          | V této verzi dříve nevyšlo, zčásti jiný text. | • RARITY – Bonusové CD k boxu 14 CD (Supraphon, 2010) |
| "Řeka" | Petr Hejduk / Libor Křístek                 | 2:21  | Zpěv: Petr Hejduk                                                                             | 1973, místo nahrání neznámé          | Dříve nevyšlo. | • RARITY – Bonusové CD k boxu 14 CD (Supraphon, 2010) |
| "Sen o lásce" | Petr Janda / Jiří Oulík                     | 3:14  |                                                                                               | 1973, místo nahrání neznámé          | Dříve nevyšlo. | • RARITY – Bonusové CD k boxu 14 CD (Supraphon, 2010) |
| |                                             |       |                                                                                               |                                      | | |